# Шварц, Аталия
Аталия Шварц (дат. Athalia Theophilia Schwartz , 22 февраля 1821 — 2 ноября 1871) — датская писательница, журналистка и просветительница. Известна также под псевдонимом Hieronymus.

## Биография
Аталия Шварц родилась в Копенгагене в 1821 г. Её родителями были майор Клаус Конрад Шварц и Карен Расмин Баггесен.
У Аталии были брат и четыре сестры, жившие в обеспеченной семье, посещавшие школу и занимавшиеся самообразованием. Аталия училась в Frk. Lindes Institut и, будучи старшей, взялась за обучение младших детей, когда её отца перевели сначала в Фредериксхавн, а затем в Ольборг. В 1843 г. она открыла небольшую школу для девочек.
В 1847 г. Аталия вернулась в Копенгаген, прошла учительские курсы и получила диплом. До 1853 г. она руководила школой для девочек, затем начала публиковать школьные учебники и пособия, детскую художественную литературу, а также статьи в местных изданиях. В 1866 г. она получила стипендию Det anckerske Legat, которую использовала для образовательной поездки в Великобританию, Нидерланды и Бельгию.
Интересы Аталии включали школьное образование девочек. Она выпустила книги учебник датского языка Dansk Sproglære и несколько других учебников, делая акцент на самом языке, а не литературе. Она также писала художественную литературу, впоследствии переведённую на шведский и немецкий языки. Наибольшей популярностью пользовались её короткие рассказы Livsbilleder («Картинки из жизни»), первый том которых вышел в 1852 г. Она написала пьесу Ruth, в 1854 г. поставленную на сцене Королевского театра Дании с участием Йоханны Хейберг в главной роли.
Аталия интересовалась также политикой: под псевдонимом Hieronymusопубликовала небольшие книги Betragtninger over den grasserende Emancipationsfeber («Рассуждения о растущей лихорадке эмансипации») и En Contravisite hos Clara Raphael («Ответный визит к Кларе Рафаэль»), в которых критиковала Матильду Фибигер. Под настоящим именем она критиковала недостатки датских школ. Писала также о жизни проституток в Великобритании, Нидерландах и Бельгии.
В качестве театрального критика Аталия публиковала статьи в ежедневной газете Berlingske и была постоянным автором журналов, издаваемых Мейром Гольдшмидтом.
Аталия Шварц ушла из жизни в 50 лет в 1871 г.